# スペンサー・デイヴィス・グループ

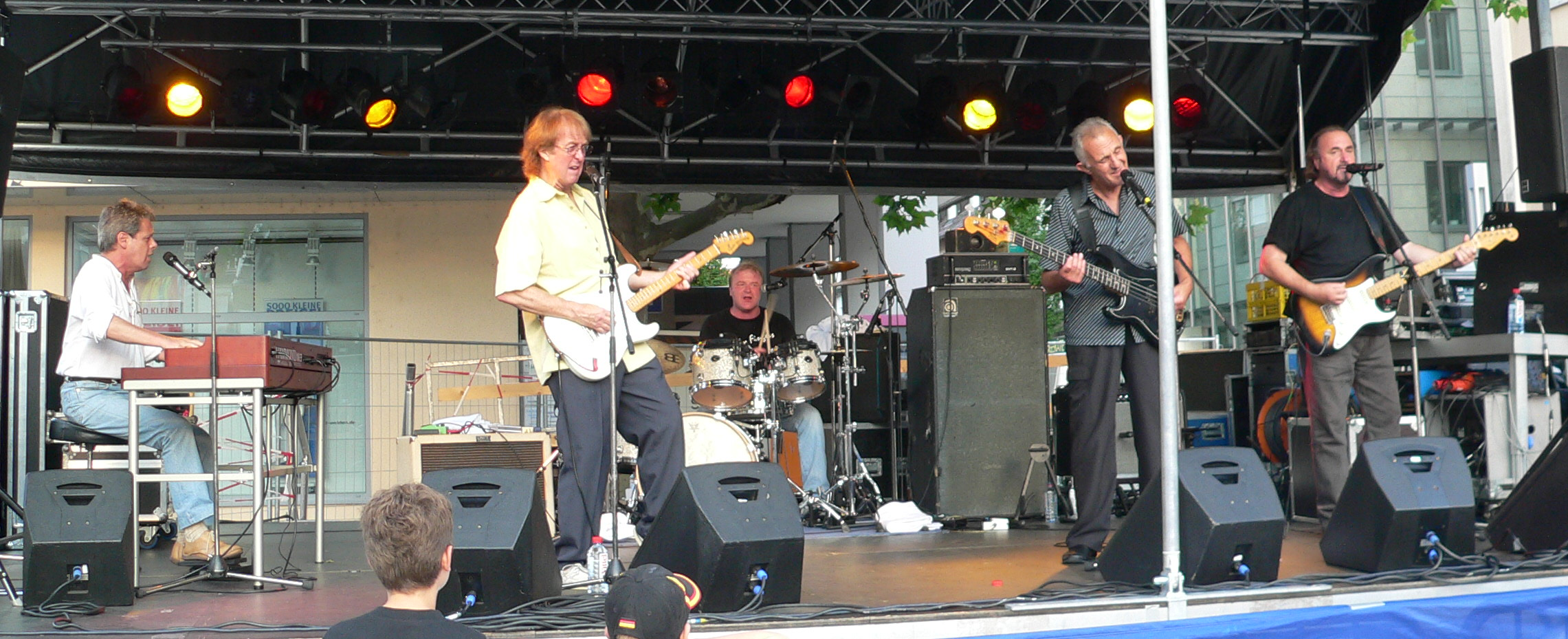
（左より）エディ・ハーディン、スペンサー・デイヴィス、ステフ・ポルツェル、コリン・ホッジキンソン、ミラー・アンダーソン

スペンサー・デイヴィス・グループ（The Spencer Davis Group）は、イギリスのバンド。スペンサー・デイヴィス（1939年7月17日-2020年10月19日）を中心に結成。メンバーはスペンサー・デイヴィス (ボーカル、ギター)、スティーヴ・ウィンウッド (ボーカル、オルガン)、マフ・ウィンウッド (ベース)、ピート・ヨーク (ドラム)。

## キャリア
1965年デビュー。1966年から1967年にかけて代表曲となる「愛しておくれ (Gimme Some Lovin')」、「アイム・ア・マン」などの全英TOP10ヒットを放った。アメリカのビルボード・チャートでも、「愛しておくれ」は7位、「アイム・ア・マン」は10位まで上昇した。当時十代後半だったボーカリスト、オルガニストのスティーヴ・ウィンウッドは、そのソウルフルな歌声から音楽メディアなどによって、もてはやされた。グループのヒット曲には他に「キープ・オン・ランニン」、「サムバディ・ヘルプ・ミー」がある。しかし1967年にスティーヴとマフのウィンウッド兄弟が脱退すると、バンドの活動は行き詰まった。
スペンサー・デイヴィスはアイランドとの契約について、不公正なものでありヒットが何曲も出たにもかかわらず、大きな金額を見たことがなかったと回想している。彼は破産寸前だったが、オールマン・ブラザーズ・バンドの一曲にかかわり、なんとか破産を免れたという。その一曲に関する報酬は、過去の楽曲よりも大きかったという。彼はクリス・ブラックウェルと厳しく交渉し、ボブ・マーリー、ロバート・パーマー、エディ&ホットロッズらの宣伝担当で収入アップをはかった。ウィンウッドはブラインド・フェイスやトラフィックを結成。佳作のアルバムを発表した。彼はツトム・ヤマシタズ・ゴーにも参加した。さらにソロとなってからは、数年ほど低迷したが、1981年には「ユー・シー・ア・チャンス」「アーク・オブ・ア・ダイバー」のヒットを放った。その後も「ヴァレリー」「ハイアー・ラヴ」「ロール・ウィズ・イット」のヒットを記録している。
スペンサー・デイヴィスは1970年代からジャズ作品のプロデュースなどを手がけた。彼はその後もライブを中心に活動したが、2020年に死去している。
「愛しておくれ」はブルース・ブラザーズなどにカバーされ、ウィンウッドのライブでもレパートリーとして披露される。

## ラインナップ

### 最新メンバー
ヨーロッパ
- スペンサー・デイヴィス（Spencer Davis） - ギター、ボーカル
- エディ・ハーディン（Eddie Hardin） - キーボード
- ミラー・アンダーソン（Miller Anderson） - ギター
- コリン・ホッジキンソン（Colin Hodgkinson） - ベース
- ステフ・ポルツェル（Steff Porzel） - ドラム

アメリカ
- スペンサー・デイヴィス（Spencer Davis） - ギター、ボーカル
- エド・トゥリー（Ed Tree） - ギター
- タラス・プロダニアック（Taras Prodaniuk） - ベース
- ジム・ブレイザー（Jim Blazer） - ピアノ
- トム・フィルマン（Tom Fillman） - ドラム

### 過去のメンバー
- スティーヴ・ウィンウッド（Steve Winwood） - ピアノ、リード・ギター、オルガン、ボーカル
- マフ・ウィンウッド（Muff Winwood） - ベース
- ピート・ヨーク（Pete York） - ドラム
- フィル・ソーヤー（Phil Sawyer） - ギター、ボーカル
- レイ・フェンウィック（Ray Fenwick） - ギター、ボーカル
- ディー・マレイ（Dee Murray） - ベース、ボーカル
- デイヴ・ヘインズ（Dave Hynes） - ドラム
- ナイジェル・オルソン（Nigel Olsson） - ドラム、バック・ボーカル
- ジョン・ヒッチコック（John Hitchcock）
- チャーリー・マクラッケン（Charlie McCracken） - ドラム、ベース、バック・ボーカル

## ディスコグラフィ

### アルバム
- 『ゼア・ファースト・LP』 - Their First LP (1965年)
- 『セカンド・アルバム』 - The Second Album (1966年)
- 『オータム '66』 - Autumn '66 (1966年)
- 『ウィズ・ゼアー・ニュー・フェイス・オン』 - With Their New Face On (1968年)
- Funky (1969年) ※初出タイトルは『Letters From Edith』
- 『グラッゴ』 - Gluggo (1973年)
- 『リヴィング・イン・ア・バック・ストリート』 - Living in a Back Street (1974年)